# Toamna Muzicală Clujeană
Toamna Muzicală Clujeană este un festival internațional de muzică clasică organizat anual în luna octombrie la Cluj de către Filarmonica de Stat „Transilvania”. 

## Prezentare
Prima ediție a festivalului a avut loc în anul 1965. Cu o mică excepție (doi ani de întrerupere), festivalul și-a păstrat ritmicitatea anuală de-a lungul întregii sale istorii. În 2017, ajungând la cea de 51-a ediție, Toamna Muzicală Clujeană este cel mai longeviv festival de muzică clasică din România.
În mod tradițional, oferta muzicală a festivalului este eclectică atât cronologic cât și componistic și interpretativ. În cadrul festivalului au loc concerte simfonice, vocal-simfonice precum și recitaluri camerale și solistice acoperind întreaga istorie a muzicii clasice, de la primele partituri până la compoziții contemporane. 